# Herajärvi (sjö i S:t Michel, Södra Savolax, Finland)
Herajärvi eller Heräjärvi är en sjö i Finland. Den ligger i kommunerna S:t Michel och Mäntyharju i landskapet Södra Savolax, i den södra delen av landet, 170 km nordost om huvudstaden Helsingfors. Herajärvi ligger 83,8 meter över havet. Arean är 5,88 kvadratkilometer och strandlinjen är 33,53 kilometer lång. Sjön  ingår i Kymmene älvs huvudavrinningsområde.   I omgivningarna runt Herajärvi växer i huvudsak barrskog.
I övrigt finns följande i Herajärvi:
- Hillosensaari (en ö)
- Mäntysaari (en ö)
- Huutsaari (en ö)
- Pitkäsaari (en ö)
- Keltiäissaari (en ö)
- Pukinsaari (en ö)
- Rajasaari (en ö)